# Tudo Que Eu Queria
Tudo que eu Queria é o primeiro álbum de estúdio da banda de rock gaúcho Tanlan, lançado em 2008 de forma independente. A obra foi idealizada desde 2005, com a gravação do primeiro EP do grupo. O trabalho foi gravado e produzido pela própria banda, com a colaboração do produtor Kiko Ferraz.
O álbum foi considerado diferente, espontâneo, alegre, com composições reflexivas com muitas metáforas e apontado como muito bom para um trabalho de estreia.

## Faixas
1. "Tudo que Eu Queria"
2. "Bem-Vindo"
3. "Quando Eu Vejo"
4. "Castelo"
5. "É Mais"
6. "Cada Segundo"
7. "Eu Sei"
8. "Aonde Vou"
9. "Marionetes"
10. "Simplesmente"
11. "Aprender"
12. "Vim Dizer"
13. "Tempo"